# 加里·梅里尔
加里·梅里尔（英語：Gary Merrill，1915年8月2日—1990年3月5日），美国电影演员、电视演员。他一生出演了超过50部电影，6部电视系列剧。
梅里尔出生于康乃狄克州哈特福德，1944年当他还在空军服役的时候就开始他的演艺生涯。在他出演电影之前，他的有修养的嗓音为他获得了广播剧《超人》中蝙蝠侠的角色。他的银幕生涯颇为顺利，1949年他出演了《晴空血战史》，1950年出演了《彗星美人》。但是在很多西部片，战争片中他的角色多为配角。
1941年，梅里尔与芭芭拉·利兹结婚，1950年离婚。很快他与《彗星美人》中合作的贝蒂·戴维斯结婚，并抚养戴维斯与前夫的孩子。他和戴维斯还收养了两个孩子，两人与1960年离婚。后来他和女演员丽塔·海华丝保持亲密关系。